# Proprietà privata

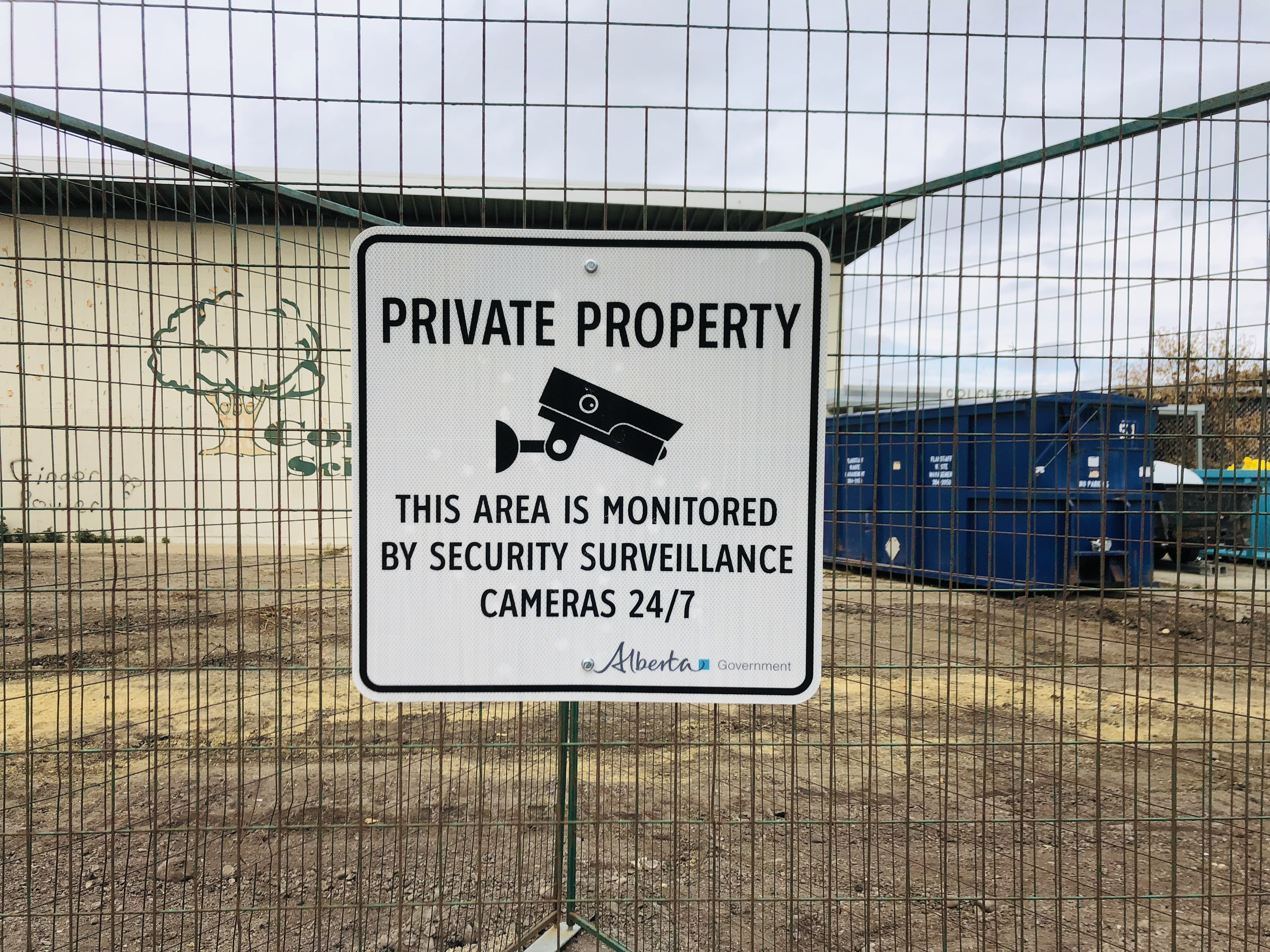
Un cartello che indica una proprietà privata

La proprietà privata è una delega legale per la proprietà da parte di entità giuridiche non governative. La proprietà privata è distinguibile dalla proprietà pubblica, che è di proprietà di un'entità statale, e da una proprietà collettiva (o cooperativa), che è di proprietà di un gruppo di entità non governative. La proprietà privata include sia la proprietà personale (beni di consumo) che i beni capitali. La proprietà privata è un concetto legale definito e applicato dal sistema politico di un Paese.

## Storia
Le idee e le discussioni sulla proprietà privata risalgono all'impero persiano ed emergono nella tradizione occidentale almeno fin da Platone. Prima del XVIII secolo, gli anglofoni usavano generalmente la parola "proprietà" in riferimento alla proprietà terriera. In Inghilterra, la "proprietà" venne ad avere una definizione legale nel XVII secolo. La proprietà privata definita come proprietà di entità commerciali è emersa con le grandi società commerciali europee del XVII secolo.
La questione della recinzione dei terreni agricoli in Inghilterra, in particolare come dibattuto nei secoli XVII e XVIII, accompagnò gli sforzi filosofici e di pensiero politico di Thomas Hobbes (1588–1679), James Harrington (1611–1677) e John Locke (1632 –1704), ad esempio, per affrontare il fenomeno della proprietà immobiliare.
Argomentando contro i sostenitori della monarchia assoluta, John Locke ha concettualizzato la proprietà come un "diritto naturale" che Dio non aveva concesso esclusivamente alla monarchia; la teoria del lavoro della proprietà. Ciò affermava che la proprietà è un risultato naturale del lavoro che migliora la natura; e così, in virtù della spesa di lavoro, l'operaio ha diritto al suo prodotto.
Influenzato dall'ascesa del mercantilismo, Locke sosteneva che la proprietà privata fosse antecedente e quindi indipendente dal governo. Locke distingueva tra "proprietà comune", con cui intendeva terra comune, e proprietà in beni di consumo e beni di produzione. Il suo principale argomento a favore della proprietà della terra era che portava a una migliore gestione e coltivazione della terra su terra comune.
Nel XVIII secolo, durante la rivoluzione industriale, il filosofo ed economista morale Adam Smith (1723–1790), contrariamente a Locke, fece una distinzione tra il "diritto alla proprietà" come diritto acquisito e i diritti naturali. Smith ha limitato i diritti naturali a "libertà e vita". Smith ha anche richiamato l'attenzione sul rapporto tra dipendente e datore di lavoro e ha identificato che la proprietà e il governo civile dipendono l'uno dall'altro, riconoscendo che "lo stato della proprietà deve sempre variare con la forma del governo". Smith ha inoltre sostenuto che il governo civile non potrebbe esistere senza proprietà, poiché la funzione principale del governo era definire e salvaguardare la proprietà della proprietà.
Sempre nel XVIII secolo Immanuel Kant ha giustificato la proprietà privata alla luce dei principi del diritto naturale, ma sulla base della teoria dell'originaria proprietà comune della terra fa parte dell'umanità, ha fatto dipendere il diritto privato dal diritto pubblico. Una conclusione importante di questa teoria kantiana è quella relativa al diritto di visita da parte di ogni cittadino di uno Stato estero, ma non di ospitalità.
Questo principio era all'epoca considerato come un possibile deterrente al colonialismo, ma oggigiorno può invece offrire spunti notevoli per una possibile soluzione del problema delle migrazioni del XXI secolo.
Nel XIX secolo, l'economista e filosofo Karl Marx (1818–1883) fornì un'analisi influente dello sviluppo e della storia delle formazioni di proprietà e del loro rapporto con le forze produttive tecniche di un dato periodo. La concezione di Marx della proprietà privata si è dimostrata influente per molte teorie economiche successive e per i movimenti politici comunisti, socialisti e anarchici, e ha portato alla diffusa associazione della proprietà privata, in particolare la proprietà privata nei mezzi di produzione, con il capitalismo.

## Aspetti legali e del mondo reale

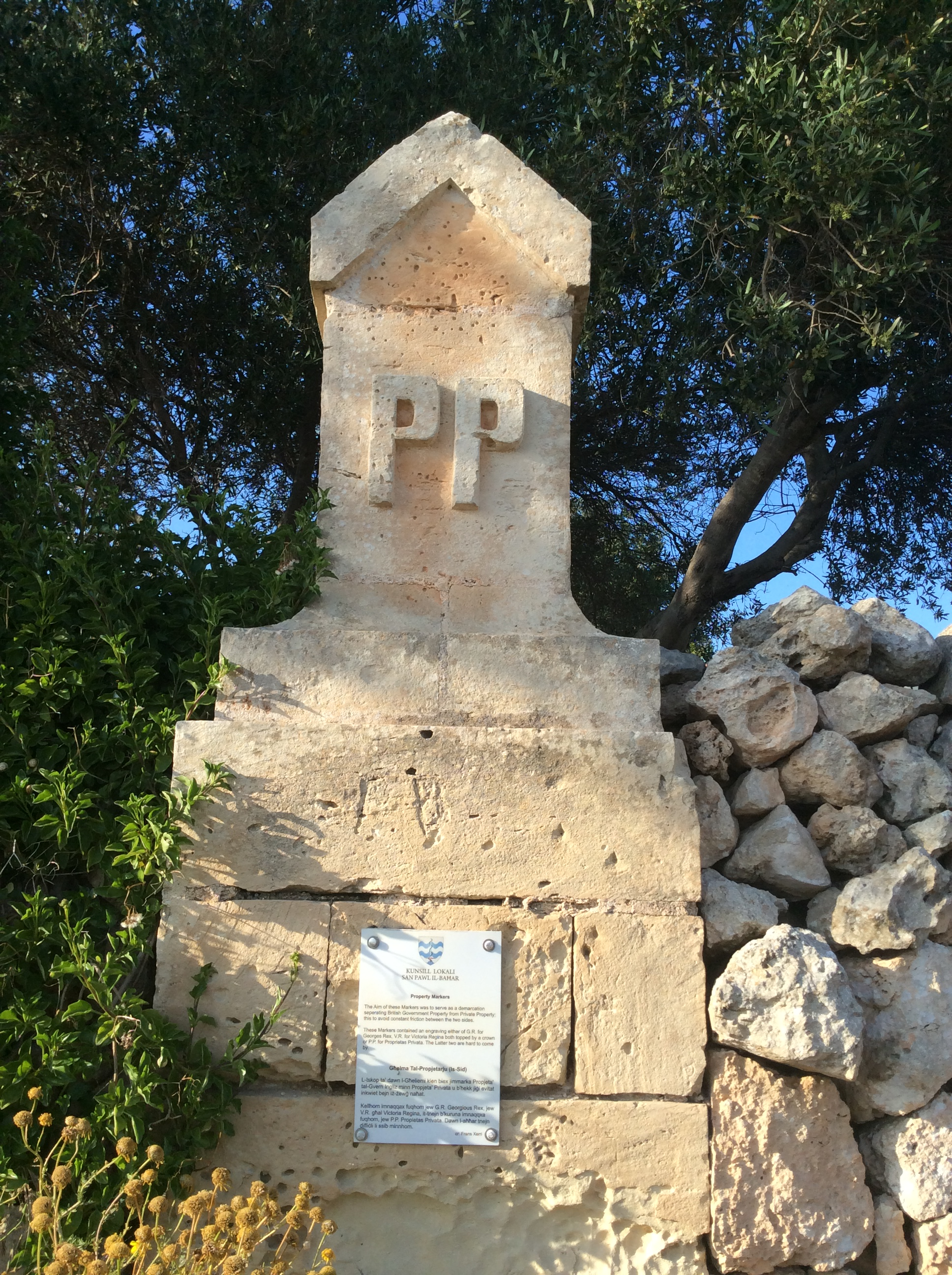
Proprietas Privata (PP). Indicatore del periodo britannico a San Martin, St. Paul's Bay, Malta.

La proprietà privata è un concetto legale definito e applicato dal sistema politico di un paese. L'area del diritto che si occupa della materia si chiama diritto di proprietà. L'applicazione del diritto di proprietà in materia di proprietà privata è una questione di spesa pubblica.
La difesa della proprietà è un metodo comune di giustificazione utilizzato dagli imputati che sostengono che non dovrebbero essere ritenuti responsabili per eventuali perdite e danni che hanno causato perché hanno agito per proteggere la loro proprietà. I tribunali hanno generalmente stabilito che l'uso della forza può essere accettabile.
In molti sistemi politici, il governo richiede che i proprietari paghino per il privilegio di proprietà. Una tassa sulla proprietà è una tassa ad valorem sul valore di una proprietà, solitamente riscossa sui beni immobili. L'imposta è riscossa dall'autorità governativa della giurisdizione in cui si trova l'immobile. Può essere imposto annualmente o al momento di una transazione immobiliare, come nell'imposta sul trasferimento immobiliare. In un sistema di imposta sulla proprietà, il governo richiede o esegue una valutazione del valore monetario di ogni proprietà e l'imposta viene calcolata in proporzione a tale valore. I quattro grandi tipi di tasse sulla proprietà sono terra, migliorie a terreni (oggetti artificiali immobili, come gli edifici), beni personali (oggetti artificiali mobili) e beni immateriali.
Il contesto sociale e politico in cui viene amministrata la proprietà privata determinerà la misura in cui un proprietario potrà esercitare diritti sulla stessa. I diritti alla proprietà privata sono spesso soggetti a limitazioni. Ad esempio, il governo locale può imporre regole su quale tipo di edificio può essere costruito su un terreno privato (codice edilizio) o se un edificio storico può essere demolito o meno. Il furto è comune in molte società e la misura in cui l'amministrazione centrale perseguirà i reati contro il patrimonio varia enormemente.
Alcune forme di proprietà privata sono identificabili in modo univoco e possono essere descritte in un titolo o in un certificato di proprietà.
I diritti su una proprietà possono essere trasferiti da un "proprietario" a un altro. Una tassa di trasferimento è una tassa sul trasferimento del titolo di proprietà da una persona (o entità) a un'altra. Un proprietario può chiedere che, dopo la morte, la proprietà privata sia trasferita ai membri della famiglia, per via ereditaria.
In alcuni casi, la proprietà può essere persa per interesse pubblico. Gli immobili privati possono essere confiscati o utilizzati per scopi pubblici, ad esempio per costruire una strada.

## Teoria

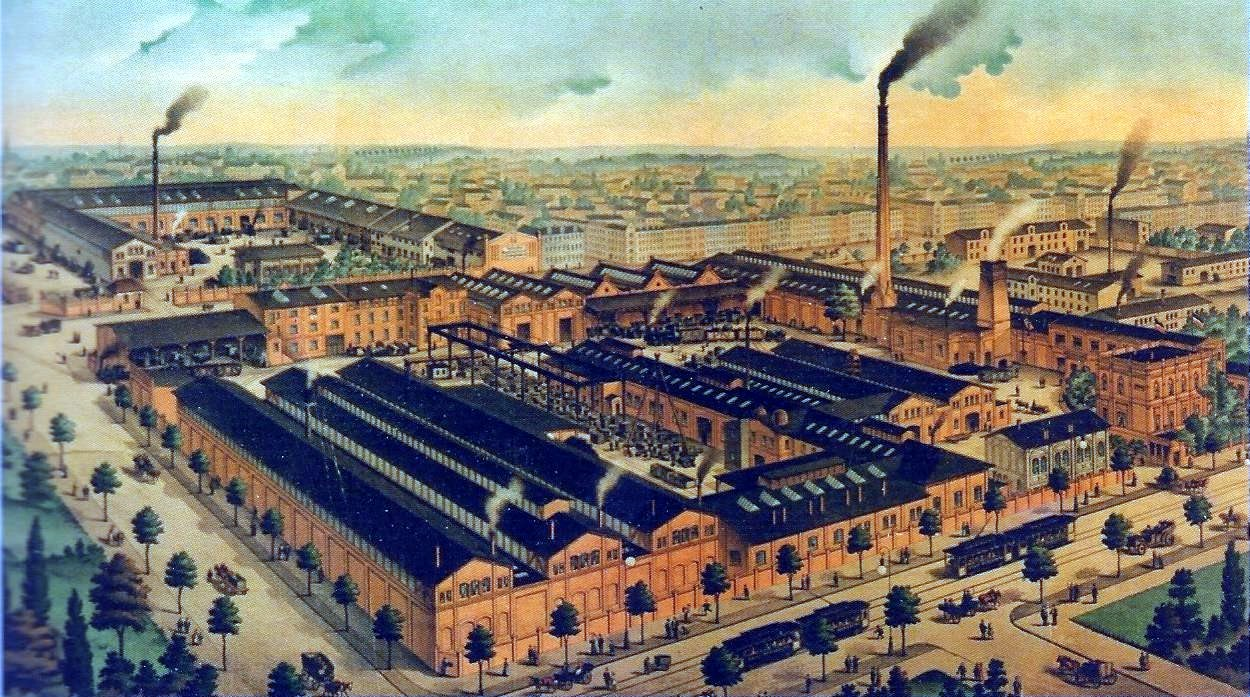
Le fabbriche e le corporazioni sono considerate proprietà privata.

Il quadro giuridico di un paese o di una società definisce alcune delle implicazioni pratiche della proprietà privata. Non ci si aspetta che queste regole definiscano un modello razionale e coerente di economia o sistema sociale.
Sebbene l'economia neoclassica contemporanea - attualmente la scuola economica dominante - rifiuti alcuni dei presupposti dei primi filosofi alla base dell'economia classica, è stato sostenuto che l'economia neoclassica continua ad essere influenzata dall'eredità della teoria morale naturale e dal concetto di diritti naturali, che ha portato alla presentazione dello scambio di mercato privato e dei diritti di proprietà privata come "diritti naturali" inerenti alla natura.
I liberali economici (definiti come coloro che sostengono un'economia di mercato guidata dal settore privato) considerano la proprietà privata essenziale per la costruzione di una società prospera. Credono che la proprietà privata della terra garantisca che la terra sarà destinata ad un uso produttivo e che il suo valore sarà protetto dal proprietario terriero. Se i proprietari devono pagare le tasse sulla proprietà, ciò costringe i proprietari a mantenere una produzione produttiva dalla terra per mantenere le tasse correnti. La proprietà privata attribuisce anche un valore monetario alla terra, che può essere utilizzata per commerciare o come garanzia. La proprietà privata è quindi una parte importante della capitalizzazione all'interno dell'economia.
Gli economisti socialisti sono critici nei confronti della proprietà privata poiché il socialismo mira a sostituire la proprietà privata nei mezzi di produzione alla proprietà sociale o alla proprietà pubblica. I socialisti generalmente sostengono che i rapporti di proprietà privata limitano il potenziale delle forze produttive nell'economia quando l'attività produttiva diventa un'attività collettiva, dove il ruolo del capitalista diventa ridondante (come proprietario passivo). I socialisti generalmente favoriscono la proprietà sociale sia per eliminare le distinzioni di classe tra proprietari e lavoratori sia come componente dello sviluppo di un sistema economico post-capitalista.
In risposta alla critica socialista, l'economista della scuola austriaca di Ludwig Von Mises ha sostenuto che i diritti di proprietà privata sono un requisito per quello che ha definito un calcolo economico "razionale" e che i prezzi di beni e servizi non possono essere determinati con sufficiente precisione per effettuare calcoli economici efficienti senza avere diritti di proprietà privata chiaramente definiti. Mises ha sostenuto che un sistema socialista, che per definizione mancherebbe di proprietà privata nei fattori di produzione, non sarebbe in grado di determinare valutazioni di prezzo appropriate per i fattori di produzione. Secondo Mises, questo problema renderebbe impossibile il calcolo socialista razionale.
Nel capitalismo, la proprietà può essere vista come un "pacchetto di diritti" su un bene che dà diritto al suo detentore a una forte forma di autorità su di esso. Tale pacchetto è composto da un insieme di diritti che consentono al proprietario del bene di controllarlo e di deciderne l'utilizzo, rivendicare il valore da esso generato, escludere altri dall'utilizzo dello stesso e il diritto di trasferirne la proprietà (insieme di diritti sul bene) ad un altro detentore.
Nell'economia marxiana e nella politica socialista esiste una distinzione tra "proprietà privata" e " proprietà personale ". Il primo è definito come i mezzi di produzione in riferimento alla proprietà privata su un'impresa economica basata sulla produzione socializzata e sul lavoro salariato mentre il secondo è definito come beni di consumo o beni prodotti da un individuo. Prima del XVIII secolo, la proprietà privata si riferiva solitamente alla proprietà fondiaria.

## Critica

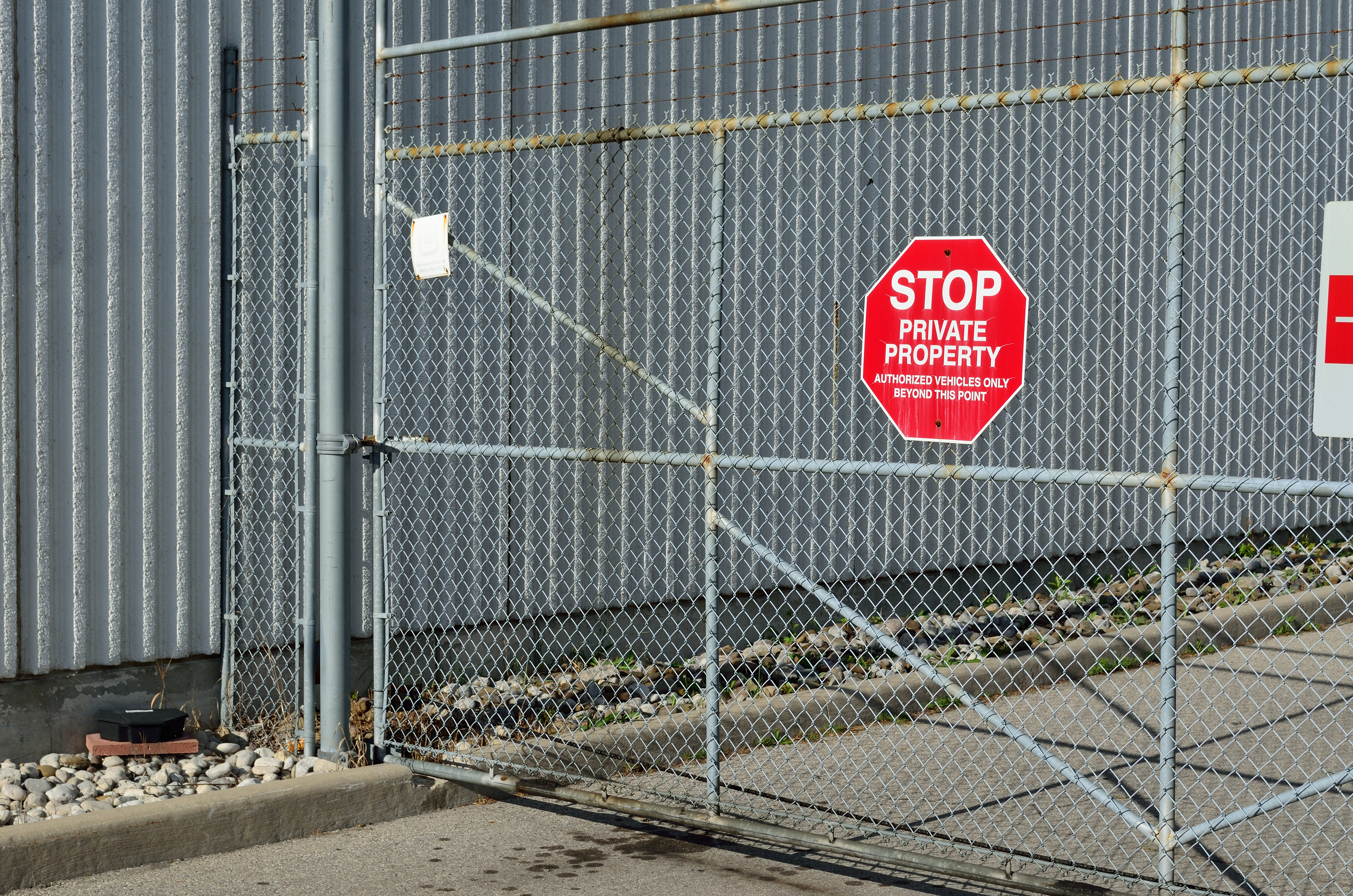
Cancello con insegna di proprietà privata.

La proprietà privata dei mezzi di produzione è l'elemento centrale del capitalismo criticato dai socialisti. Nella letteratura marxista, la proprietà privata si riferisce a una relazione sociale in cui il proprietario prende possesso di tutto ciò che un'altra persona o gruppo produce con quella proprietà e il capitalismo dipende dalla proprietà privata. La critica socialista della proprietà privata è fortemente influenzata dall'analisi marxista delle forme di proprietà capitalista come parte della sua più ampia critica dell'alienazione e dello sfruttamento nel capitalismo. Sebbene vi sia un notevole disaccordo tra i socialisti sulla validità di alcuni aspetti dell'analisi marxista, la maggioranza dei socialisti è solidale con le opinioni di Marx sullo sfruttamento e l'alienazione.
I socialisti criticano l'appropriazione privata del reddito di proprietà sulla base del fatto che, poiché tale reddito non corrisponde a un rendimento su alcuna attività produttiva ed è generato dalla classe operaia, rappresenta lo sfruttamento. La classe proprietaria (capitalista) vive del reddito da proprietà passivo prodotto dalla popolazione attiva in virtù della sua pretesa di proprietà sotto forma di azioni o private equity. Questo accordo di sfruttamento è perpetuato a causa della struttura della società capitalista. Il capitalismo è considerato un sistema di classe simile ai sistemi di classe storici come la schiavitù e il feudalesimo.
La proprietà privata è stata anche criticata per motivi etici non marxisti dai sostenitori del socialismo di mercato. Secondo l'economista James Yunker, il caso etico del socialismo di mercato è che, poiché il reddito da proprietà passivo non richiede alcuno sforzo mentale o fisico da parte del beneficiario e la sua appropriazione da parte di un piccolo gruppo di proprietari privati è la fonte delle vaste disuguaglianze nell'economia contemporanea capitalismo, la proprietà sociale in un'economia di mercato risolverebbe la causa principale della disuguaglianza sociale e dei mali sociali che l'accompagnano. Weyl e Posner sostengono che la proprietà privata è un altro nome per monopolio e può ostacolare l'efficienza allocativa. Attraverso l'uso della tassazione e delle aste di Vickrey modificate, sostengono che la proprietà comune parziale della proprietà è un modo più efficiente e giusto per organizzare l'economia.
Anche le giustificazioni dei diritti di proprietà privata sono state criticate come strumenti dell'impero che consentono l'appropriazione della terra. Secondo il commentatore accademico Brenna Bhandar, il linguaggio implementato nella legislazione sulla proprietà impone ai popoli colonizzati di non essere in grado di possedere e utilizzare efficacemente la propria terra. Si suggerisce che i diritti personali sono intercambiabili con i diritti di proprietà, che quindi le comunità che utilizzano metodi comuni di proprietà della terra non sono ugualmente convalidate da ideali di proprietà privata.
È anche sostenuto dalla teorica critica della razza Cheryl Harris che razza e diritti di proprietà sono stati fusi nel tempo, con solo quelle qualità uniche per l'insediamento dei bianchi riconosciute legalmente. L'uso indigeno della terra, incentrato sulla proprietà comune, si distingue dalla proprietà privata e dalla comprensione occidentale del diritto fondiario.